# Erich Werdermann
Erich Werdermann (* 2. März 1892 in Berlin; † 20. April 1959 in Hamburg) war ein deutscher Botaniker. Sein offizielles botanisches Autorenkürzel lautet „Werderm.“

## Leben und Wirken

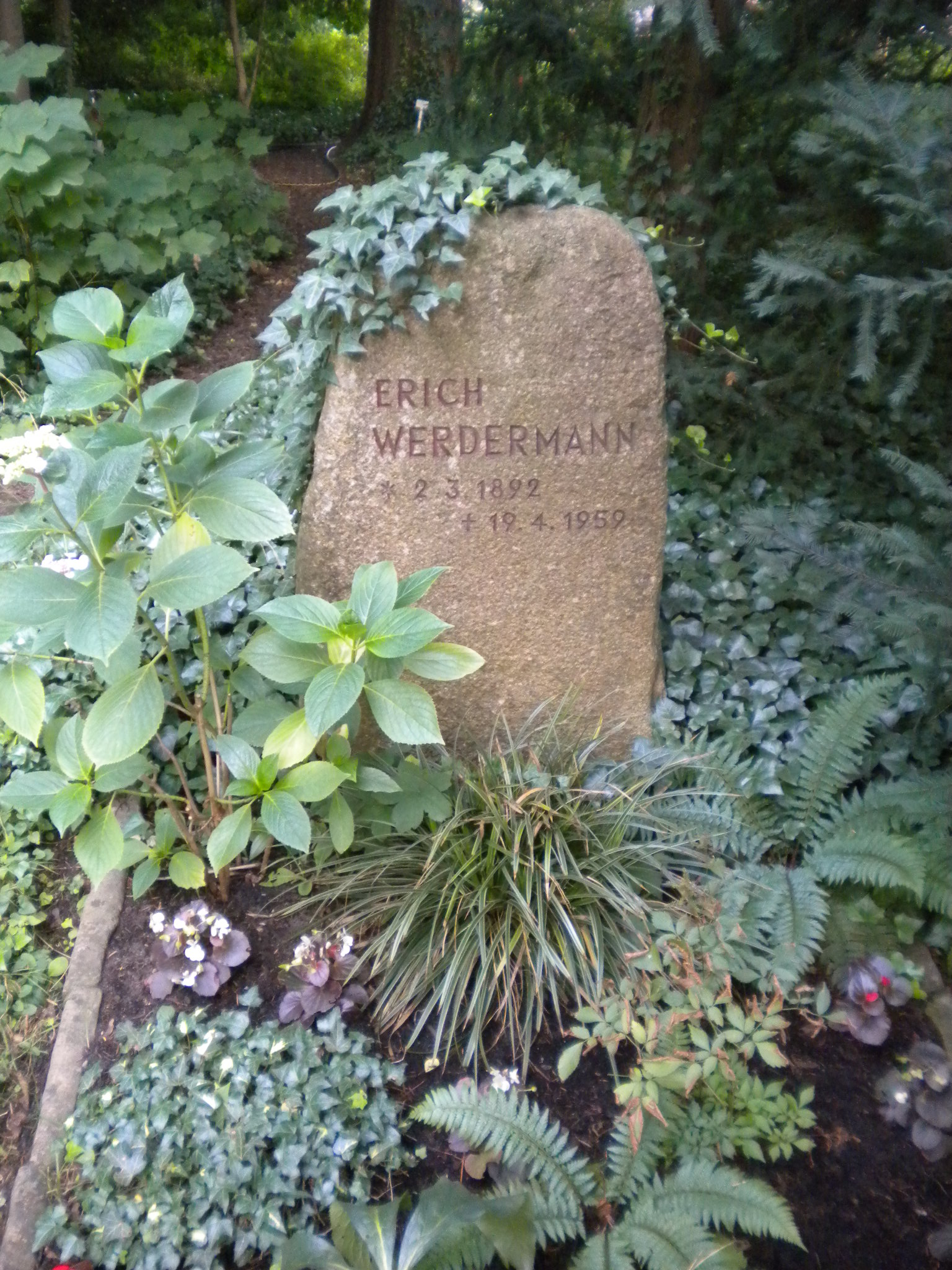
Grabstein von Erich Werdermann im Botanischen Garten Berlin

Erich Werdermann war der Sohn des Grundbesitzers Carl Werdermann. Nach dem 1910 am Kaiserin-Augusta-Gymnasium in Charlottenburg abgelegten Abitur begann er ein Studium der Naturwissenschaften. Er studierte anfangs in Jena wechselte dann aber an die Friedrich-Wilhelms-Universität in Berlin. Während seines Studiums wurde er 1910 Mitglied der Burschenschaft Arminia auf dem Burgkeller. 1914, kurz vor dem Abschluss seines Studiums, wurde Werdermann einberufen. 1915 wurde er zum Offizier befördert. Nach der Genesung von einer 1918 erlittenen schweren Verwundung konnte er sein Studium fortsetzen. Im darauffolgenden Jahr promovierte Werdermann mit einer pflanzenphysiologischen Arbeit bei Gottlieb Haberlandt. Von 1919 bis 1920 arbeitete er anschließend an der Biologische Reichsanstalt in Berlin, wo Peter Claussen (1877–1959) sein Interesse für Pilze weckte. Von 1920 bis 1921 war Werdermann wissenschaftlicher Assistent am Reichsgesundheitsamt bei Ernst Friedrich Gilg, der ihn in die Pharmakognosie einführte und der ihn an das Botanische Museum in Berlin-Dahlem empfahl. 1921 wurde er dort als Nachfolger von Rudolf Schlechter planmäßiger Assistent. Seine Aufgabe bestand in der Betreuung der Pilze im Herbar des Museums.
1923 begann Werdermann einen vierjährigen Sammel- und Forschungsaufenthalt in Chile und den angrenzenden Ländern. Nach seiner Rückkehr wurde er als Nachfolger von Friedrich Vaupel Kustos des Botanischen Gartens und war somit für die Betreuung der Kakteen und anderen Sukkulenten im Herbar sowie für die wissenschaftliche Überarbeitung der Bestände in den Gewächshäusern des Botanischen Gartens zuständig. 1927 wurde er zum Präsidenten der Deutschen Kakteen-Gesellschaft gewählt, ein Amt, das er bis 1934 innehatte. Seine Pläne, 1929 nach Chile zurückzukehren, um dort einen Lehrstuhl für Biologie zu übernehmen, zerschlugen sich. Er reiste stattdessen nach Madrid, um die Sammlungen von Hipólito Ruiz López und José Antonio Pavón y Jiménez zu sichten. 1929 heiratete er Hildegard Hauser.
1930 begann Werdermann mit der Veröffentlichung des Werkes Blühende Kakteen und andere sukkulente Pflanzen, das bis 1939 in 42 Lieferungen erschien und zahlreiche von ihm selbst angefertigte Farbaufnahmen enthielt. Als Ergebnis einer Reise 1932 durch den Nordosten Brasiliens entstand sein Buch Brasilien und seine Säulenkakteen. 1933 folgte er einer Einladung des Huntington Botanical Gardens bei Los Angeles, um die dortigen Sukkulentenbestände zu revidieren. Vor seinem Aufenthalt dort bereiste er von März bis Mai Mexiko, Texas und Arizona und kehrte nach Abschluss seiner Studien in Los Angeles Ende Oktober folgte nochmals nach Mexiko zurück. Im November 1933 erhielt Werdermann die Amtsbezeichnung „Kustos und Professor“. 1937 erschien das gemeinsam mit Hugo Sočnik verfasste Werk Meine Kakteen.
Nach Ausbruch des Zweiten Weltkrieges meldete Werdermann sich trotz seiner Behinderung am Fuß freiwillig zur Wehrbetreuung, in deren Rahmen er zahlreiche Diavorträge über seine Reisen hielt. Von der Zerstörung des Botanischen Gartens am 1. März 1943 war auch sein Arbeitszimmer mit seiner wissenschaftlichen Bibliothek und seinen Sammlungen betroffen. Nach Kriegsende widmete sich Werdermann dem Wiederaufbau des Botanischen Gartens und der Gewächshäuser. Ab 1948 hielt er Vorlesungen und Praktika über Pharmakognosie an der neu gegründeten Freien Universität Berlin. 1950 gehörte er zu den Teilnehmern des 7. Internationalen Botanischen Kongresses in Stockholm. 1951 wurde Werdermann zunächst kommissarischer Leiter und 1955 schließlich Direktor des Botanischen Gartens. Am 1. April 1958 ging er in den Ruhestand. Im August 1958 reiste er nach Südafrika, um die dortige Sukkulentenflora zu studieren. Das Ergebnis dieser Reise war eine umfangreiche Sammlung an Herbarmaterial, zahlreichen lebenden Pflanzen und 500 Farbaufnahmen. Werdermann starb kurz nach seiner Ankunft in Deutschland. Er wurde im Botanischen Garten neben Adolf Engler und Ludwig Diels beigesetzt.
Erich Werdermann war der Erstbeschreiber von vier neuen Gattungen, der Kakteengattung Blossfeldia, der Pheliandra (heute ein Synonym von Solanum) sowie der Pilzgattungen Haplodothella und Corollospora. Er beschrieb vier neue Pilzarten und 156 neue Arten der Kakteen und anderen Sukkulenten.

## Nach Werdermann benannte Taxa
Otto Eugen Schulz benannte 1928 ihm zu Ehren die Gattung Werdermannia aus der Pflanzenfamilie der Kreuzblütengewächse und Alberto Vojtěch Frič 1930 die Gattung Neowerdermannia aus der Pflanzenfamilie der Kakteengewächse. Des Weiteren tragen elf Arten seinen Namen.

## Schriften (Auswahl)
Erich Werdermann publizierte 130 Artikel und Bücher, davon 96 über Kakteen und andere Sukkulenten.
- Können transversalphototropische Laubblätter nach Zerstörung ihrer oberen Epidermis die Lichtrichtung perzipieren? In: Beiträge zur allgemeinen Botanik. Band 2, Nummer 3, 1922, S. 248–275.
- Brasilien und seine Säulenkakteen. J. Neumann, Neudamm 1933 (online).
- Meine Kakteen. Arten, Pflege und Anzucht. Trowitzsch, Frankfurt a. O./ Berlin 1937 – mit Hugo Sočnik.
- Übersicht über die aus dem Belgischen Kongo stammenden Arten der Gattung Ceropegia. In: Bulletin du Jardin botanique de l’État à Bruxelles. Band 15, 1938/1939, S. 222–240.
- Blühende Kakteen und andere sukkulente Pflanzen. 42 Lieferungen, Neumann-Neudamm/Berlin 1930–1939 (online).
- Fungi. In: A. Engler: Syllabus der Pflanzenfamilien. 12. Auflage. Band 1, 1954, S. 138–204.
- Botanischer Garten Berlin-Dahlem. Führer durch das Freiland. Gebr. Borntraeger, Berlin 1954.

## Nachweise